# Championnats d'Europe de badminton par équipes 2008
Navigation
Thessalonique 2006 Varsovie 2010
L'édition 2008 des championnats d'Europe de badminton par équipes se tient à Almere aux Pays-Bas du 12 au 17 février 2008.

## Médaillés
| Épreuve           | Or       | Argent     | Bronze    |
| ----------------- | -------- | ---------- | --------- |
| Épreuve masculine | Danemark | Angleterre | Allemagne |
| Épreuve féminine  | Danemark | Pays-Bas   | Allemagne |

## Compétition masculine

### Phase de groupe
- Le premier de chaque groupe est qualifié pour les demi-finales.

|   | Équipe   | Points | J | V | D | MP | MC | +/- |
| - | -------- | ------ | - | - | - | -- | -- | --- |
| 1 | Danemark | 3      | 3 | 3 | 0 | 14 | 1  | +13 |
| 2 | Russie   | 2      | 3 | 2 | 1 | 8  | 7  | +1  |
| 3 | Écosse   | 1      | 3 | 1 | 2 | 6  | 9  | -3  |
| 4 | Estonie  | 0      | 3 | 0 | 3 | 2  | 13 | -11 |

|   | Équipe   | Points | J | V | D | MP | MC | +/- |
| - | -------- | ------ | - | - | - | -- | -- | --- |
| 1 | Pays-Bas | 3      | 3 | 3 | 0 | 13 | 2  | +11 |
| 2 | Ukraine  | 2      | 3 | 2 | 1 | 8  | 7  | +1  |
| 3 | Suède    | 1      | 3 | 1 | 2 | 6  | 9  | -3  |
| 4 | Irlande  | 0      | 3 | 0 | 3 | 3  | 12 | -9  |

|   | Équipe     | Points | J | V | D | MP | MC | +/- |
| - | ---------- | ------ | - | - | - | -- | -- | --- |
| 1 | Angleterre | 3      | 3 | 3 | 0 | 13 | 2  | +11 |
| 2 | France     | 2      | 3 | 2 | 1 | 9  | 6  | +3  |
| 3 | Tchéquie   | 1      | 3 | 1 | 2 | 6  | 9  | -3  |
| 4 | Islande    | 0      | 3 | 0 | 3 | 2  | 13 | -11 |

|   | Équipe    | Points | J | V | D | MP | MC | +/- |
| - | --------- | ------ | - | - | - | -- | -- | --- |
| 1 | Pologne   | 3      | 3 | 3 | 0 | 9  | 6  | +3  |
| 2 | Allemagne | 2      | 3 | 2 | 1 | 12 | 3  | +9  |
| 3 | Bulgarie  | 1      | 3 | 1 | 2 | 6  | 9  | -3  |
| 4 | Finlande  | 0      | 3 | 0 | 3 | 3  | 12 | -9  |

### Phase à élimination directe

#### Tableau
|  | Demi-finales | Demi-finales |                        |   | Finale     | Finale     |
|  | Demi-finales | Demi-finales |                        |   | Finale     | Finale     |
|  |              |              |                        |   |            |            |
|  | 16 février   | 16 février   |                        |   | 17 février | 17 février |
|  | 16 février   | 16 février   |                        |   | 17 février | 17 février |
|  | Danemark     | 3            |                        |   | 17 février | 17 février |
|  | Danemark     | 3            |                        |   | 17 février | 17 février |
|  | Pays-Bas     | 0            |                        |   | 17 février | 17 février |
|  | Pays-Bas     | 0            | Danemark               | 3 |            |            |
|  | 16 février   |              | Danemark               | 3 |            |            |
|  |              | Angleterre   | 0                      |   |            |            |
|  | Pologne      | Angleterre   | 0                      | 0 |            |            |
|  | Pologne      |              |                        | 0 |            |            |
|  | Angleterre   | 3            |                        |   |            |            |
|  | Angleterre   | 3            | Match pour la 3e place |   |            |            |
|  |              |              |                        |   |            |            |
|  | 17 février   |              |                        |   |            |            |
|  |              |              |                        |   |            |            |
|  | Pays-Bas     | 1            |                        |   |            |            |
|  | Pays-Bas     | 1            |                        |   |            |            |
|  | Pologne      | 3            |                        |   |            |            |
|  | Pologne      | 3            |                        |   |            |            |

#### Finale
| | Danemark                       | 3                                    | -           | 0  | Angleterre |  |  |
| --- | ------------------------------ | ------------------------------------ | ----------- | -- | ---------- |  |  |
| Topsportcentrum Almere |                                |                                      |             |    |            |  |  |
| 17 février |                                |                                      |             |    |            |  |  |
| \| 1 \| \| Kenneth Jonassen \| 21 \| 21 \| \| \| \| \| 1 \| \| Andrew Smith \| 7 \| 13 \| \| \| \| \| 2 \| \| Jens Eriksen Martin Lundgaard Hansen \| 13 \| 21 \| 21 \| \| \| \| 2 \| \| Anthony Clark Robert Blair \| 21 \| 19 \| 14 \| \| \| \| 3 \| \| Peter Gade \| 21 \| 21 \| \| \| \| \| 3 \| \| Rajiv Ouseph \| 10 \| 17 \| \| \| \| \| \| \| \| \| \| \| \| \| \| 4 \| \| Mathias Boe Joachim Fischer Nielsen \| non disputé \| \| \| \| \| \| 4 \| Nathan Robertson David Lindley \| \| \| \| \| \| \| \| \| \| \| \| \| \| \| \| \| 5 \| \| Joachim Persson \| non \| \| \| \| \| \| 5 \| \| Nathan Rice \| disputé \| \| \| \| \| \| \| \| \| \| \| \| \| \| |                                |                                      |             |    |            |  |  |
| 1 |                                | Kenneth Jonassen                     | 21          | 21 |            |  |  |
| 1 |                                | Andrew Smith                         | 7           | 13 |            |  |  |
| 2 |                                | Jens Eriksen Martin Lundgaard Hansen | 13          | 21 | 21         |  |  |
| 2 |                                | Anthony Clark Robert Blair           | 21          | 19 | 14         |  |  |
| 3 |                                | Peter Gade                           | 21          | 21 |            |  |  |
| 3 |                                | Rajiv Ouseph                         | 10          | 17 |            |  |  |
| |                                |                                      |             |    |            |  |  |
| 4 |                                | Mathias Boe Joachim Fischer Nielsen  | non disputé |    |            |  |  |
| 4 | Nathan Robertson David Lindley |                                      |             |    |            |  |  |
| |                                |                                      |             |    |            |  |  |
| 5 |                                | Joachim Persson                      | non         |    |            |  |  |
| 5 |                                | Nathan Rice                          | disputé     |    |            |  |  |
| |                                |                                      |             |    |            |  |  |

## Compétition féminine

### Phase à élimination directe

#### Tableau
|  | Quarts de finale | Quarts de finale |            |            | Demi-finales           | Demi-finales           |   |  | Finale     | Finale     |
|  | Quarts de finale | Quarts de finale |            |            | Demi-finales           | Demi-finales           |   |  | Finale     | Finale     |
|  |                  |                  |            |            |                        |                        |   |  |            |            |
|  | 15 février       | 15 février       |            |            | 16 février             | 16 février             |   |  | 17 février | 17 février |
|  | 15 février       | 15 février       |            |            | 16 février             | 16 février             |   |  | 17 février | 17 février |
|  | Allemagne        |                  |            |            | 16 février             | 16 février             |   |  | 17 février | 17 février |
|  |                  |                  |            |            | 16 février             | 16 février             |   |  | 17 février | 17 février |
|  | bye              |                  |            |            | 16 février             | 16 février             |   |  | 17 février | 17 février |
|  | Allemagne        | 1                |            |            |                        |                        |   |  | 17 février | 17 février |
|  | Allemagne        | 1                | 15 février |            |                        |                        |   |  | 17 février | 17 février |
|  |                  | Danemark         | 3          |            |                        |                        |   |  | 17 février | 17 février |
|  | Russie           | Danemark         | 3          | 0          |                        |                        |   |  | 17 février | 17 février |
|  | Russie           |                  |            | 0          |                        |                        |   |  | 17 février | 17 février |
|  | Danemark         | 3                |            |            |                        |                        |   |  | 17 février | 17 février |
|  | Danemark         | 3                | Danemark   | 3          |                        |                        |   |  |            |            |
|  | 15 février       |                  | Danemark   | 3          |                        |                        |   |  |            |            |
|  |                  | Pays-Bas         | 0          |            |                        |                        |   |  |            |            |
|  | Écosse           | Pays-Bas         | 0          | 3          |                        |                        |   |  |            |            |
|  | Écosse           | 16 février       |            | 3          |                        |                        |   |  |            |            |
|  | France           | 2                |            |            |                        |                        |   |  |            |            |
|  | France           | 2                | Écosse     | 0          |                        |                        |   |  |            |            |
|  | 15 février       | 15 février       | Écosse     | 0          | Match pour la 3e place | Match pour la 3e place |   |  |            |            |
|  | 15 février       | 15 février       |            | Pays-Bas   | Match pour la 3e place | Match pour la 3e place | 3 |  |            |            |
|  | Angleterre       | 1                | 17 février | 17 février |                        |                        | 3 |  |            |            |
|  | Angleterre       | 1                | 17 février | 17 février |                        |                        |   |  |            |            |
|  | Pays-Bas         | 3                |            | Allemagne  | 3                      |                        |   |  |            |            |
|  | Pays-Bas         | 3                |            | Allemagne  | 3                      |                        |   |  |            |            |
|  |                  |                  |            |            |                        |                        |   |  | Écosse     | 1          |
|  |                  |                  |            |            |                        |                        |   |  | Écosse     | 1          |

#### Finale
| | Danemark                                 | 3                              | -           | 1  | Pays-Bas |  |  |
| --- | ---------------------------------------- | ------------------------------ | ----------- | -- | -------- |  |  |
| Topsportcentrum Almere |                                          |                                |             |    |          |  |  |
| 17 février |                                          |                                |             |    |          |  |  |
| \| 1 \| \| Tine Rasmussen \| 21 \| 21 \| \| \| \| \| 1 \| \| Judith Meulendijks \| 13 \| 14 \| \| \| \| \| 2 \| \| Camilla Sørensen \| 21 \| 19 \| 21 \| \| \| \| 2 \| \| Rachel van Cutsen \| 19 \| 21 \| 23 \| \| \| \| 3 \| \| Helle Nielsen Marie Roepke \| 21 \| 21 \| \| \| \| \| 3 \| \| Eefje Muskens Yao Jie \| 12 \| 14 \| \| \| \| \| \| \| \| \| \| \| \| \| \| 4 \| \| Nanna Brosolat Jensen \| 21 \| 19 \| 21 \| \| \| \| 4 \| \| Karina de Wit \| 14 \| 21 \| 16 \| \| \| \| \| \| \| \| \| \| \| \| \| 5 \| \| Kamilla Rytter Juhl Lena Frier \| non disputé \| \| \| \| \| \| 5 \| Paulien van Dooremalen Rachel van Cutsen \| \| \| \| \| \| \| \| \| \| \| \| \| \| \| \| |                                          |                                |             |    |          |  |  |
| 1 |                                          | Tine Rasmussen                 | 21          | 21 |          |  |  |
| 1 |                                          | Judith Meulendijks             | 13          | 14 |          |  |  |
| 2 |                                          | Camilla Sørensen               | 21          | 19 | 21       |  |  |
| 2 |                                          | Rachel van Cutsen              | 19          | 21 | 23       |  |  |
| 3 |                                          | Helle Nielsen Marie Roepke     | 21          | 21 |          |  |  |
| 3 |                                          | Eefje Muskens Yao Jie          | 12          | 14 |          |  |  |
| |                                          |                                |             |    |          |  |  |
| 4 |                                          | Nanna Brosolat Jensen          | 21          | 19 | 21       |  |  |
| 4 |                                          | Karina de Wit                  | 14          | 21 | 16       |  |  |
| |                                          |                                |             |    |          |  |  |
| 5 |                                          | Kamilla Rytter Juhl Lena Frier | non disputé |    |          |  |  |
| 5 | Paulien van Dooremalen Rachel van Cutsen |                                |             |    |          |  |  |
| |                                          |                                |             |    |          |  |  |